# Euphorbia didiereoides
Euphorbia didiereoides Leandri es una especie fanerógama perteneciente a la familia Euphorbiaceae. 

## Distribución
Es endémica de Madagascar en la Provincia de  Fianarantsoa. Se encuentra en los inselberg de la zona Zazafotsy / Zomandao. Esta especie es común dentro de su área de distribución, donde los factores ecológicos cumplen los requisitos.

## Descripción
Es una especie de arbusto caduco, de hasta 2.5 m de altura , con pocas ramas, las hojas de hasta 4 cm de largo con el borde de color rojo.

## Cultivo
Necesidades de riego: Moderado de agua en verano, poca agua en invierno
Propagación: por semillas y esquejes 

## Taxonomía
Euphorbia didiereoides fue descrita por Denis ex Jacques Désiré Leandri y publicado en Bulletin du Muséum d'Histoire Naturelle, sér. 2 6: 121. 1934.